# مطار بريسكايل الدولي
مطار بريسكايل الدولي (بالإنجليزية: Presque Isle International Airport) هو مطار عام يقع شمال غرب مدينة بريسكايل بمقاطعة أروستوك، في ولاية مين الأمريكية، ويبعد عنها نحو ميل واحد (1.6 كم). يُقدّم خدماته لسكان المنطقة ولرقعة جغرافية واسعة تشمل شمال ولاية مين وغرب مقاطعة نيو برونزويك الكندية.

## التسمية
عرف المطار رسميًا سابقًا باسم مطار شمال مين الإقليمي في بريسكاي (Northern Maine Regional Airport at Presque Isle)، حتى تغيّر اسمه إلى "مطار بريسكايل الدولي" في عام 2019 لتسليط الضوء على خدماته العابرة للحدود، خاصة لقربه من كندا.

## خدمات الطيران
يوفر المطار رحلات مجدولة إلى مطار لوغان الدولي في بوسطن، وهي وجهته الوحيدة المنتظمة. وتُدار هذه الرحلات بدعم مالي من برنامج الخدمة الجوية الأساسية (Essential Air Service) التابع للحكومة الفيدرالية الأمريكية، الذي يُموّل الرحلات سنويًا بتكلفة قدرها 10,412,073 دولار أمريكي.

## البنية التحتية
يضم المطار مدرجًا رئيسيًا مُعبّدًا بطول يزيد عن 2,100 متر، ومرافق لصيانة الطائرات وخدمات الشحن والبريد الجوي، بالإضافة إلى صالة للمسافرين وخدمات مخصصة للمسافرين الدوليين ورجال الأعمال.